# Yéspola
 (janvier 2018).
Si vous disposez d'ouvrages ou d'articles de référence ou si vous connaissez des sites web de qualité traitant du thème abordé ici, merci de compléter l'article en donnant les références utiles à sa vérifiabilité et en les liant à la section « Notes et références ».
Yéspola est un village de la province de Huesca, situé à environ neuf kilomètres au sud-est de la ville de Sabiñánigo, sur la rive droite du Guarga, dans la Guarguera. Il compte 3 habitants en 2016 (INE). Une tour du XVIe siècle dite torre de los Villacampa se trouve dans le village.